# Мухамед Салех Есфахани
Мухамед Салех Есфахани (персијски: محمدصالح اصفهانی) је био персијски калиграф у Сафавидској ери. Он је био син и ученик Абутураба Есфаханија и пратилац Мир Емадовог стила. Већину натписа на историјским грађевинама у Исфахану као натпис на ајвану Чехелу Сотуну је он израдио. Мухамед Салех Есфахани умро је 3. априла 1714. године.